# Chris Masters
Christopher Todd Mordetzky (ur. 8 stycznia 1983 w Santa Monica) – amerykański wrestler, polskiego pochodzenia, bardziej znany jako The Masterpiece Chris Masters. W World Wrestling Entertainment zadebiutował w 2005 roku. 5 sierpnia 2011 Chris Masters nie przedłużył kontraktu z WWE

## Wczesne lata
Urodził się w 1983 roku w Kalifornii pod nazwiskiem Christopher Todd Mordetzky, jako syn Diane Mordetzky. Jest Amerykanem polsko-żydowskiego pochodzenia.

## Kariera
Mordetzky rozpoczął karierę wrestlera w wieku szesnastu lat w Ultimate Pro Wrestling. W 2003 roku podpisał kontrakt z World Wrestling Entertainment, gdzie trafił do rozwojówki tej federacji – Ohio Valley Wrestling. 11 czerwca 2007 został draftowany z RAW do SmackDown, gdzie rozpoczął feud z Chuckiem Palumbo. 20 grudnia 2007, podpisał kontrakt z niezależną federacją Antonio Inokiego – Inoki Genom Fedration. 29 lipca 2009 powrócił do WWE pod pseudonimem „The Masterpiece” Chris Masters. 28 września 2009 zmierzył się z Mistrzem Świata Wagi Ciężkiej – Kane’em, z którym ostatecznie przegrał. Po powrocie rozpoczął występy w programie Superstars.
5 sierpnia 2011 Chris Masters nie przedłużył kontraktu z World Wrestling Entertainment.

## Spuścizna
Mordetzky znany był z potężnej masy i wyrzeźbionej sylwetki, a jego waga sięgała stu dwudziestu kilogramów. Serwis o tematyce sportowej Bleacher Report uwzględnił go na liście „najobłędniej muskularnych gwiazd WWE wszech czasów”.
W artykule dla portalu WhatCulture napisano, że muskulatura Mordetzky’ego była jedną z najbardziej imponujących, jakie prezentowali zawodnicy WWE od czasu założenia federacji. Porównano go do Dave’a Bautisty i Lexa Lugera, dodając jednak, że był „jeszcze większy od nich”. Na oficjalnej stronie internetowej World Wrestling Entertainment sylwetkę Chrisa Mastersa podsumowano jako niesamowitą – „taką, jaką zwykle można zobaczyć wyłącznie w komiksach”. Pochwalono go za „nadzwyczajną budowę ciała i niszczycielskie ruchy na ringu”. Ponadto organizacja zauważyła, że chociaż zawodnik rozstał się z WWE w 2011 roku, to „w pełni zasłużył na swój pełen samouwielbienia pseudonim (The Masterpiece) – w historii wrestlingu zapisał się bowiem jako postać o oszałamiających warunkach fizycznych”.
Matthew Wilkinson z serwisu The Sportster umieścił Mordetzky’ego na miejscu trzecim notowania „dziesięciu zawodników WWE o najbardziej niesamowitych sylwetkach”, argumentując: „Całe jego ciało było absolutnie napakowane, ale nie ulega wątpliwości, że to mięśnie torsu były najbardziej uwydatnione”. W swoim artykule Wilkinson dodał, że wśród miłośników WWE Chris Masters był najbardziej znany ze swoich efektownych wejść na ring, podczas których „prężył muskuły i tanecznie podrzucał muskułami klatki piersiowej, ku uciesze fanów”. Dziennikarz TNT Sports Travis Wakeman podzielał tę opinię i okrzyknął Mastersa jako kultowego wrestlera, zapadającego w pamięć właśnie za sprawą „świetnych warunków fizycznych i aroganckiej osobowości”. Greg Miller (IGN) zachwalał Mordetzky’ego jako jedną z supergwiazd WWE, pisząc: „Masters wyrzeźbił ze swych mięśni rewelacyjne ciało – trzeba przyznać, że prawdziwe arcydzieło. Prezentując swoją – jak sam twierdził – bezbłędną sylwetkę, The Masterpiece szybko wyrobił sobie reputację wschodzącego gwiazdora wrestlingu, a jego imponująca siła zmusiła wielu czołowych zawodników WWE do poddania się na ringu. Jego nelson był naprawdę niszczycielski”. W 2016 roku portal Gym Junkies sklasyfikował Mastersa na miejscu piętnastym listy zawodników WrestleManii o najlepszych sylwetkach. Uznano, że muskulatura Mastersa była „niezrównana”, a „ciało wyglądało, jakby zostało wyrzeźbione z granitu”.

## W wrestlingu
- Finishery
  - Master Lock (WWE / federacje niezależne) / Iron Cross (OVW) (Swinging full nelson)
- Akcje rozpoznawcze
  - Clothesline
  - Diving shoulder block
  - Gorilla press slam
  - Polish Hammer (Double axe handle blow) – 2005
  - Samoan drop
  - Vertical suplex powerslam
- Menadżerowie
  - Sherri Martel
  - Beth Phoenix
  - Eve Torres
- Pseudonimy
  - „The Living, Breathing Statue”
  - „The Roman General”
  - „The Masterpiece”

## Osiągnięcia
- Ohio Valley Wrestling
  - OVW Southern Tag Team Championship (1 x) – z Brentem Albrightem
- World League Wrestling
  - WLW Heavyweight Championship (1 x)
- Pro Wrestling Illustrated
  - PWI sklasyfikowało go na #172 miejscu, wśród 500 najlepszych pojedynczych wrestlerów roku 2010.